# Diphyus cyanimontis
Diphyus cyanimontis är en stekelart som beskrevs av Heinrich 1978. Diphyus cyanimontis ingår i släktet Diphyus och familjen brokparasitsteklar. Inga underarter finns listade i Catalogue of Life.